# Progobiaeshnidae
Progobiaeshnidae – wymarła rodzina ważek z podrzędu Epiprocta i infrarzędu różnoskrzydłych. Obejmuje 5 opisanych rodzajów. Żyły w kredzie na terenie obecnych Chin i Mongolii.

## Morfologia
Ważki te miały skrzydła o stosunkowo krótkich pterostygmach. Żyłka wspierająca pterostygmy biegła mniej ukośnie niż krawędź nasadowa tejże, a zwykle wręcz poprzecznie. Żyłka pseudointerradialna pierwsza była silnie zredukowana, mocno skrócona i brała początek wyraźnie odsiebnie od pterostygmy. Przestrzeń pomiędzy pierwszą a drugą gałęzią żyłki radialnej była od końca bliższego do poziomu pterostygmy wąska. W przestrzeni pomiędzy mniej lub bardziej równolegle biegnącymi sektorem radialnym i drugą żyłką interradialną mieściło się kilka szeregów komórek. Gałąź 3/4 żyłki radialnej tylnej oraz żyłka medialna przednia były pofalowane. Hypertriangulum mogło być puste lub podzielone żyłką poprzeczną, natomiast trójkąt dyskoidalny zawsze podzielony był przez taką żyłkę. Przynajmniej jedna dodatkowa żyłka kubito-analna dzieliła pole submedialne między żyłkami kubitalną tylną a pseudoanalną. Pętla analna była powiększona i podzielona na wiele komórek. W skrzydle tylnym trójkąt subdyskoidalny podzielony był na dwie komórki.

## Taksonomia
Takson ten został wprowadzony w 2001 roku przez Güntera Bechly’ego i innych. Wówczas zaliczono doń tylko dwa rodzaje, z czego jeden w sposób niepewny. W ciągu XXI wieku odkrywano kolejne rodzaje. Dotychczas opisano ich pięć:
- Decoraeshna Li et al., 2012
- Gobiaeshna Pritykina, 1977
- Mongoliaeshna Nel et Huang, 2010
- Paradecoraeshna Zheng, Nel et Zhang, 2018
- Progobiaeshna Bechly et al., 2001

Rodzina ta zajmować ma pozycję bazalną w obrębie kladu Panaeshnida, obejmującego także klad Aeshnida. Przynależność do niej rodzaju Gobiaeshna nie jest pewna, jako że znany jest on jedynie z nasadowego fragmentu przedniego skrzydła.
Wszystkie skamieniałości tych owadów pochodzą z kredy wczesnej. Te należące do Gobiaeshna znaleziono na terenie Mongolii, pozostałe zaś na terenie Chin w Formacji Yixian.